# Сайфер

Сайфер

Сайфер (англ. Cypher) — персонаж фільму Матриця, зіграний актором Джо Пантоліано. Сайфер — оператор корабля Навуходоносор. Він закоханий у Триніті і йому набридла нескінченна війна проти машин в каналізації. Сайфер шкодує, що 10 років тому прийняв червону пігулку. Він не вірить Морфеусу. Сайфер вирішує зрадити свою команду і все людство. Він усвідомлює ілюзорність Матриці, проте прагне підключитися до неї знову, щоб випробувати повноту буття, яке, на його думку, прямо пропорційно відчуттю. Таким чином кредо Сайфера гедонізм, скептицизм і суб'єктивний ідеалізм.
У розмові з агентом Смітом у ресторані Сайфер вимагає, щоб він «став знаменитим кіноактором і нічого не пам'ятав з минулого». З розмови з'ясовується, що справжнє прізвище Сайфера — Рейган. Ймовірно, це жарт братів Вачовскі, що натякають на президента США Рональда Рейгана, колишнього кіноактора, який помер від хвороби Альцгеймера.
Сайфер гине від руки Тенка в першій частині трилогії фільмі Матриця.